# Salgado (tiểu vùng)
Salgado là một tiểu vùng thuộc bang Pará, Brasil. Tiều vùng này có diện tích 5785 km², dân số năm 2007 là 216610 người.